# Pai Diniz de Oxum
Diniz Neri Pereira ou Oxum Ofá Bi Omim, babalorixá do candomblé de São Paulo, seu terreiro era no bairro na Areia Branca, na cidade de Santos, São Paulo, era filho de santo de Waldomiro de Xangô.
Pai Diniz de Oxum através do Jogo de Búzios orientava o destino de vida de pessoas, não importando o sexo, raça, credo, etnia ou cor.